# Jean Duron
Pour les articles homonymes, voir Duron (homonymie).
Jean Duron (né en 1952) est un musicologue français.

## Carrière
Jean Duron a fondé en 1989 l'Atelier d’études sur la musique française des XVIIe et XVIIIe siècles du Centre de musique baroque de Versailles (CMBV), et l'a dirigé jusqu'en 2007.
Il a été chercheur au CMBV et directeur des collections de livres. Il travaille sur la musique à l’époque de Louis XIV, principalement aux moyens de son interprétation : effectifs, contrepoint, composition, structures, affects et théorie. Ses travaux concernent notamment les grandes formes (grand motet, tragédie en musique), la musique de la Cour, celle des grandes cathédrales du royaume et, dans tous ces domaines, la question du statut des sources. Ses recherches l’ont conduit également à publier plusieurs textes sur la poésie néo-latine contemporaine (Jean Santeul, Pierre Perrin, Pierre Portes).
Il a plus particulièrement travaillé sur les compositeurs suivants : Étienne Moulinié, Jean-Baptiste Lully, Henri Du Mont, Sébastien de Brossard, Henry Desmarest, Michel-Richard de Lalande, André Campra, Domenico Scarlatti et André Grétry. Hors cette période, il a travaillé sur Obouhow et Maurice Ravel.
Il a aussi publié des ouvrages sur la musique à l'époque de Louis XIII, Louis XV, et Louis XVI (voir ci-dessous).
Il a pris sa retraite en 2018.

## Publications
- Jean Duron (textes réunis par), Regards sur la musique au temps de Louis XIII, Centre de musique baroque de Versailles, Mardaga, 2007, 178 p.
- Jean Duron (textes réunis par), Regards sur la musique au temps de Louis XIV, Centre de musique baroque de Versailles, Mardaga, 2007, 157 p.
- Jean Duron (textes réunis par), Regards sur la musique au temps de Louis XV, Centre de musique baroque de Versailles, Mardaga, 2007, 167 p.
- Jean Duron (textes réunis par), Regards sur la musique au temps de Louis XVI, Centre de musique baroque de Versailles, Mardaga, 2007, 176 p.
- Jean Duron, Les derniers feux de Versailles sous le règne de Louis XVI, Centre de Musique Baroque de Versailles, 2007, 303 p.
- Jean Duron (textes réunis par), Naissance du style français (1650 – 1673), Mardaga, collection=Regards sur la musique, septembre 2008, 190 p. (14,5 x 22)
- Jean Duron, Cadmus et Hermione (1673) de Jean-Baptiste Lully et Philippe Quinault : livret, études et commentaires, Mardaga / Centre de musique baroque de Versailles, 2008, 260 p.
- Jean Duron, Grétry : musicien de Marie-Antoinette, Centre de musique baroque de Versailles, 2009, 444 p.
- Jean Duron, Campra : du Grand Siècle au Siècle des Lumières, Centre de musique baroque de Versailles, 2010, 207 p.
- Jean Duron, Bernard Dompnier, Le Métier du maître de musique d’Église (XVIIe – XVIIIe siècles), activités, sociologie, carrières, édition Brepols, 2020